# Спутник (премия, 2011)
16-я церемония вручения премии «Спутник» за заслуги в области кинематографа и телевидения за 2011 год состоялась 18 декабря 2011 года в Beverly Hills Hotel (Лос-Анджелес, США). 1 декабря 2011 года International Press Academy объявила имена номинантов премии в 33 категориях.

## Список основных номинантов
• Победители выделены отдельным цветом. 

### Кинофильмы
Лидером по числу номинаций стали кинокартины «Драйв» Николаса Виндинга Рефна и «Боевой конь» Стивена Спилберга.
| Категории                                | Фотографии лауреатов | Лауреаты и номинанты                                                                   |
| ---------------------------------------- | --- | -------------------------------------------------------------------------------------- |
| Лучший фильм                             | | • «Потомки»                                                                            |
| Лучший фильм                             | • «Человек, который изменил всё»                                                                                          |                                                                                        |
| Лучший фильм                             | • «Драйв» |                                                                                        |
| Лучший фильм                             | • «Артист» |                                                                                        |
| Лучший фильм                             | • «Стыд» |                                                                                        |
| Лучший фильм                             | • «Шпион, выйди вон!» |                                                                                        |
| Лучший фильм                             | • «Хранитель времени 3D»                                                                                                  |                                                                                        |
| Лучший фильм                             | • «Боевой конь» |                                                                                        |
| Лучший фильм                             | • «Прислуга» |                                                                                        |
| Лучший фильм                             | • «Полночь в Париже» |                                                                                        |
| Лучшая режиссёрская работа               | | • Николас Виндинг Рефн — «Драйв»                                                       |
| Лучшая режиссёрская работа               | • Тейт Тейлор — «Прислуга»                                                                                                |                                                                                        |
| Лучшая режиссёрская работа               | • Александр Пэйн — «Потомки»                                                                                              |                                                                                        |
| Лучшая режиссёрская работа               | • Стивен Спилберг — «Боевой конь»                                                                                         |                                                                                        |
| Лучшая режиссёрская работа               | • Мишель Хазанавичус — «Артист»                                                                                           |                                                                                        |
| Лучшая режиссёрская работа               | • Мартин Скорсезе — «Хранитель времени 3D»                                                                                |                                                                                        |
| Лучшая режиссёрская работа               | • Джон Майкл Макдонах — «Однажды в Ирландии»                                                                              |                                                                                        |
| Лучшая режиссёрская работа               | • Томас Альфредсон — «Шпион, выйди вон!»                                                                                  |                                                                                        |
| Лучшая режиссёрская работа               | • Вуди Аллен — «Полночь в Париже»                                                                                         |                                                                                        |
| Лучшая режиссёрская работа               | • Стив Маккуин — «Стыд»                                                                                                   |                                                                                        |
| Лучшая операторская работа               | | • Януш Камински — «Боевой конь»                                                        |
| Лучшая операторская работа               | • Брюно Дельбоннель — «Фауст»                                                                                             |                                                                                        |
| Лучшая операторская работа               | • Эммануэль Любецки — «Древо жизни»                                                                                       |                                                                                        |
| Лучшая операторская работа               | • Ньютон Томас Сигел — «Драйв»                                                                                            |                                                                                        |
| Лучшая операторская работа               | • Гийом Шиффман — «Артист»                                                                                                |                                                                                        |
| Лучшая операторская работа               | • Роберт Ричардсон — «Хранитель времени 3D»                                                                               |                                                                                        |
| Лучшая мужская роль                      | | • Райан Гослинг — «Драйв»                                                              |
| Лучшая мужская роль                      | • Гэри Олдмен — «Шпион, выйди вон!»                                                                                       |                                                                                        |
| Лучшая мужская роль                      | • Леонардо Ди Каприо — «Дж. Эдгар»                                                                                        |                                                                                        |
| Лучшая мужская роль                      | • Майкл Фассбендер — «Стыд»                                                                                               |                                                                                        |
| Лучшая мужская роль                      | • Джордж Клуни — «Потомки»                                                                                                |                                                                                        |
| Лучшая мужская роль                      | • Брендан Глисон — «Однажды в Ирландии»                                                                                   |                                                                                        |
| Лучшая мужская роль                      | • Майкл Шэннон — «Укрытие»                                                                                                |                                                                                        |
| Лучшая мужская роль                      | • Том Харди — «Воин» |                                                                                        |
| Лучшая мужская роль                      | • Вуди Харрельсон — «Бастион»                                                                                             |                                                                                        |
| Лучшая мужская роль                      | • Брэд Питт — «Человек, который изменил всё»                                                                              |                                                                                        |
| Лучшая женская роль                      | | • Виола Дэвис — «Прислуга»                                                             |
| Лучшая женская роль                      | • Мерил Стрип — «Железная леди»                                                                                           |                                                                                        |
| Лучшая женская роль                      | • Вера Фармига — «Этот тёмный мир»                                                                                        |                                                                                        |
| Лучшая женская роль                      | • Мишель Уильямс — «7 дней и ночей с Мэрилин»                                                                             |                                                                                        |
| Лучшая женская роль                      | • Эмили Уотсон — «Солнце и апельсины»                                                                                     |                                                                                        |
| Лучшая женская роль                      | • Шарлиз Терон — «Бедная богатая девочка»                                                                                 |                                                                                        |
| Лучшая женская роль                      | • Гленн Клоуз — «Таинственный Альберт Ноббс»                                                                              |                                                                                        |
| Лучшая женская роль                      | • Оливия Колман — «Тираннозавр»                                                                                           |                                                                                        |
| Лучшая женская роль                      | • Мишель Йео — «Леди» |                                                                                        |
| Лучшая женская роль                      | • Элизабет Олсен — «Марта, Марси, Мэй, Марлен»                                                                            |                                                                                        |
| Лучшая мужская роль второго плана        | | • Альберт Брукс — «Драйв»                                                              |
| Лучшая мужская роль второго плана        | • Вигго Мортенсен — «Опасный метод»                                                                                       |                                                                                        |
| Лучшая мужская роль второго плана        | • Хьюго Уивинг — «Солнце и апельсины»                                                                                     |                                                                                        |
| Лучшая мужская роль второго плана        | • Кеннет Брана — «7 дней и ночей с Мэрилин»                                                                               |                                                                                        |
| Лучшая мужская роль второго плана        | • Кристоф Вальц — «Резня»                                                                                                 |                                                                                        |
| Лучшая мужская роль второго плана        | • Колин Фаррелл — «Несносные боссы»                                                                                       |                                                                                        |
| Лучшая мужская роль второго плана        | • Энди Серкис — «Восстание планеты обезьян»                                                                               |                                                                                        |
| Лучшая мужская роль второго плана        | • Кристофер Пламмер — «Начинающие»                                                                                        |                                                                                        |
| Лучшая мужская роль второго плана        | • Ник Нолти — «Воин» |                                                                                        |
| Лучшая мужская роль второго плана        | • Джона Хилл — «Человек, который изменил всё»                                                                             |                                                                                        |
| Лучшая женская роль второго плана        | | • Джессика Честейн — «Древо жизни»                                                     |
| Лучшая женская роль второго плана        | • Джанет Мактир — «Таинственный Альберт Ноббс»                                                                            |                                                                                        |
| Лучшая женская роль второго плана        | • Кэри Маллиган — «Стыд»                                                                                                  |                                                                                        |
| Лучшая женская роль второго плана        | • Кейт Уинслет — «Резня»                                                                                                  |                                                                                        |
| Лучшая женская роль второго плана        | • Октавия Спенсер — «Прислуга»                                                                                            |                                                                                        |
| Лучшая женская роль второго плана        | • Ванесса Редгрейв — «Кориолан»                                                                                           |                                                                                        |
| Лучшая женская роль второго плана        | • Рэйчел Макадамс — «Полночь в Париже»                                                                                    |                                                                                        |
| Лучшая женская роль второго плана        | • Лиза Ферет — «Сестра Моцарта»                                                                                           |                                                                                        |
| Лучшая женская роль второго плана        | • Джуди Грир — «Потомки»                                                                                                  |                                                                                        |
| Лучшая женская роль второго плана        | • Эль Фэннинг — «Супер 8»                                                                                                 |                                                                                        |
| Лучший актёрский ансамбль                | | •актёрский ансамбль фильма «Прислуга»                                                  |
| Лучший оригинальный сценарий             | | • Терренс Малик — «Древо жизни»                                                        |
| Лучший оригинальный сценарий             | • Джон Майкл Макдонах — «Однажды в Ирландии»                                                                              |                                                                                        |
| Лучший оригинальный сценарий             | • Эби Морган, Стив Маккуин — «Стыд»                                                                                       |                                                                                        |
| Лучший оригинальный сценарий             | • Рене Ферет — «Сестра Моцарта»                                                                                           |                                                                                        |
| Лучший оригинальный сценарий             | • Пэдди Консидайн — «Тираннозавр»                                                                                         |                                                                                        |
| Лучший оригинальный сценарий             | • Мишель Хазанавичус — «Артист»                                                                                           |                                                                                        |
| Лучший адаптированный сценарий           | | • Александр Пэйн, Джим Раш, Нат Факсон — «Потомки»                                     |
| Лучший адаптированный сценарий           | • Тейт Тейлор — «Прислуга»                                                                                                |                                                                                        |
| Лучший адаптированный сценарий           | • Ли Холл, Ричард Кёртис — «Боевой конь»                                                                                  |                                                                                        |
| Лучший адаптированный сценарий           | • Гленн Клоуз, Джон Бэнвилл — «Таинственный Альберт Ноббс»                                                                |                                                                                        |
| Лучший адаптированный сценарий           | • Эдгар Райт, Джо Корниш, Стивен Моффат — «Приключения Тинтина: Тайна «Единорога»»                                        |                                                                                        |
| Лучший адаптированный сценарий           | • Аарон Соркин, Стивен Заиллян — «Человек, который изменил всё»                                                           |                                                                                        |
| Лучшая музыка к фильму                   | | • Марко Белтрами — «Сёрфер души»                                                       |
| Лучшая музыка к фильму                   | • Майкл Джаккино — «Супер 8»                                                                                              |                                                                                        |
| Лучшая музыка к фильму                   | • Клифф Мартинес — «Драйв»                                                                                                |                                                                                        |
| Лучшая музыка к фильму                   | • Александр Деспла — «Гарри Поттер и Дары Смерти: часть 2»                                                                |                                                                                        |
| Лучшая музыка к фильму                   | • Джон Уильямс — «Боевой конь»                                                                                            |                                                                                        |
| Лучшая музыка к фильму                   | • Джеймс Ньютон Ховард — «Воды слонам!»                                                                                   |                                                                                        |
| Лучшая песня                             | | • Lay Your Head Down — «Таинственный Альберт Ноббс»                                    |
| Лучшая песня                             | • Man Or Muppet — «Маппеты»                                                                                               |                                                                                        |
| Лучшая песня                             | • Gathering Stories — «Мы купили зоопарк»                                                                                 |                                                                                        |
| Лучшая песня                             | • Hello Hello — «Гномео и Джульетта»                                                                                      |                                                                                        |
| Лучшая песня                             | • Life Is A Happy Song — «Маппеты»                                                                                        |                                                                                        |
| Лучшая песня                             | • Bridge Of Light — «Делай ноги 2»                                                                                        |                                                                                        |
| Лучший монтаж                            | | • Крис Гилл — «Однажды в Ирландии»                                                     |
| Лучший монтаж                            | • Кевин Тент — «Потомки»                                                                                                  |                                                                                        |
| Лучший монтаж                            | • Мэтью Ньюман — «Драйв»                                                                                                  |                                                                                        |
| Лучший монтаж                            | • Джо Уокер — «Стыд» |                                                                                        |
| Лучший монтаж                            | • Майкл Кан — «Боевой конь»                                                                                               |                                                                                        |
| Лучший монтаж                            | • Аарон Маршалл, Джон Гилрой, Мэтт Чесс, Шон Альбертсон — «Воин»                                                          |                                                                                        |
| Лучшая работа художника                  | | • Лоуренс Беннетт, Грегори С. Хупер — «Артист»                                         |
| Лучшая работа художника                  | • Себастьян Т. Кравинкель, Штефан О. Гесслер — «Аноним»                                                                   |                                                                                        |
| Лучшая работа художника                  | • Иржи Трир, Елена Жукова — «Фауст»                                                                                       |                                                                                        |
| Лучшая работа художника                  | • Данте Ферретти, Франческа Ло Скьяво — «Хранитель времени 3D»                                                            |                                                                                        |
| Лучшая работа художника                  | • Изабель Бранко — «Лиссабонские тайны»                                                                                   |                                                                                        |
| Лучшая работа художника                  | • Джек Фиск — «Воды слонам!»                                                                                              |                                                                                        |
| Лучший дизайн костюмов                   | | • Жаклин Уэст — «Воды слонам!»                                                         |
| Лучший дизайн костюмов                   | • Лизи Кристл — «Аноним»                                                                                                  |                                                                                        |
| Лучший дизайн костюмов                   | • Марк Бриджес — «Артист»                                                                                                 |                                                                                        |
| Лучший дизайн костюмов                   | • Лидия Крюкова — "Фауст                                                                                                  |                                                                                        |
| Лучший дизайн костюмов                   | • Майкл О’Коннор — "Джейн Эйр                                                                                             |                                                                                        |
| Лучший дизайн костюмов                   | • Изабель Бранко — «Лиссабонские тайны»                                                                                   |                                                                                        |
| Лучшие визуальные эффекты                | | • Роберт Легато — «Хранитель времени 3D»                                               |
| Лучшие визуальные эффекты                | • Джон Фрейзер, Мэттью Батлер, Скотт Бенца, Скотт Фаррар — «Трансформеры 3: Тёмная сторона Луны»                          |                                                                                        |
| Лучшие визуальные эффекты                | • Деннис Марен, Ким Лайбрери, Пол Кавэна, Расселл Эрл — «Супер 8»                                                         |                                                                                        |
| Лучшие визуальные эффекты                | • Дэвид Викери, Грег Батлер, Джон Ричардсон, Тим Бёрк — «Гарри Поттер и Дары Смерти: часть 2»                             |                                                                                        |
| Лучшие визуальные эффекты                | • Бен Моррис — «Боевой конь»                                                                                              |                                                                                        |
| Лучшие визуальные эффекты                | • Джефф Капогреко, Джо Леттери, Р. Кристофер Уайт — «Восстание планеты обезьян»                                           |                                                                                        |
| Лучший полнометражный анимационный фильм | | • «Приключения Тинтина: Тайна «Единорога»»                                             |
| Лучший полнометражный анимационный фильм | • «Кунг-фу Панда 2» |                                                                                        |
| Лучший полнометражный анимационный фильм | • «Маппеты» |                                                                                        |
| Лучший полнометражный анимационный фильм | • «Кот в сапогах» |                                                                                        |
| Лучший полнометражный анимационный фильм | • «Ранго» |                                                                                        |
| Лучший полнометражный анимационный фильм | • «Рио» |                                                                                        |
| Лучший звук (монтаж и микс)              | | • Дэйв Патерсон, Лон Бендер, Роберт Эбер, Роберт Фернандес, Виктор Рэй Эннис — «Драйв» |
| Лучший звук (монтаж и микс)              | • Адам Скривенер, Джеймс Матер, Майк Доусон, Стюарт Хиликер, Стюарт Уилсон — «Гарри Поттер и Дары Смерти. Часть 2»        |                                                                                        |
| Лучший звук (монтаж и микс)              | • Деннис Мьюрен, Ким Либрери, Павел Кавана, Рассел Эрл — «Супер 8»                                                        |                                                                                        |
| Лучший звук (монтаж и микс)              | • Эрик Аадаль, Этан Ван дер Рин, Гэри Саммерс, Грег П. Расселл, Джеффри Дж. Хабуш — «Трансформеры 3: Тёмная сторона Луны» |                                                                                        |
| Лучший звук (монтаж и микс)              | • Джон Притчетт (Fox Searchlight Pictures) — «Древо жизни»                                                                |                                                                                        |
| Лучший звук (монтаж и микс)              | • Энди Нельсон, Гэри Райдстром, Ричард Химнс, Стюарт Уилсон, Том Джонсон — «Боевой конь»                                  |                                                                                        |
| Лучший документальный фильм              | | • «Сенна»                                                                              |
| Лучший документальный фильм              | • «Американец: История Билла Хикса»                                                                                       |                                                                                        |
| Лучший документальный фильм              | • «Пещера забытых снов»                                                                                                   |                                                                                        |
| Лучший документальный фильм              | • «Борцы с насилием» |                                                                                        |
| Лучший документальный фильм              | • «Моя перестройка» |                                                                                        |
| Лучший документальный фильм              | • «Один счастливый слон»                                                                                                  |                                                                                        |
| Лучший документальный фильм              | • «Пина» |                                                                                        |
| Лучший документальный фильм              | • «Проект Ним» |                                                                                        |
| Лучший документальный фильм              | • «Таблоид» |                                                                                        |
| Лучший фильм на иностранном языке        | | • Португалия — «Лиссабонские тайны»                                                    |
| Лучший фильм на иностранном языке        | • Россия — «Фауст» |                                                                                        |
| Лучший фильм на иностранном языке        | • Мексика — «Мисс Пуля»                                                                                                   |                                                                                        |
| Лучший фильм на иностранном языке        | • Иран — «Развод Надера и Симин»                                                                                          |                                                                                        |
| Лучший фильм на иностранном языке        | • Бельгия — «Мальчик с велосипедом»                                                                                       |                                                                                        |
| Лучший фильм на иностранном языке        | • Венгрия — «Туринская лошадь»                                                                                            |                                                                                        |
| Лучший фильм на иностранном языке        | • Аргентина — «Акации» |                                                                                        |
| Лучший фильм на иностранном языке        | • Япония — «13 убийц» |                                                                                        |
| Лучший фильм на иностранном языке        | • Франция — «Сестра Моцарта»                                                                                              |                                                                                        |
| Лучший фильм на иностранном языке        | • Финляндия — «Гавр» |                                                                                        |

### Специальные награды
| Награда                                          | Лауреаты                                        |
| ------------------------------------------------ | ----------------------------------------------- |
| Награда имени Мэри Пикфорд (Mary Pickford Award) | • Митци Гейнор                                  |
| Награда имени Николы Теслы (Nikola Tesla Award)  | • Дуглас Трамбулл                               |
| Auteur Award                                     | • Питер Богданович                              |
| Лучший дебютный фильм (Best First Feature)       | • Пэдди Консидайн — «Тираннозавр»               |
| Лучший ансамбль (Best Ensemble)                  | • Прислуга                                      |
| Outstanding Performance In A TV Series           | • Джессика Лэнг — «Американская история ужасов» |
| Humanitarian Award                               | • Тим Хетерингтон                               |